# Kuku-ugbanh
Kuku-ugbanh är ett utdött australiskt språk. Kuku-ugbanh talades i Queensland och tillhörde de pama-nyunganska språken.